# Moacir Rodrigues Santos
Moacir Rodrigues Santos (vzdevek Moacir), brazilski nogometaš, * 21. marec 1970, São Paulo, Brazilija, † 20. julij 2024, Belo Horizonte, Brazilija.
Za brazilsko reprezentanco je odigral 6 uradnih tekem in dosegel en gol.